# Vouria Ghafouri
Vouria Ghafouri (Sanadaj, 1987. szeptember 20. –) iráni labdarúgó középpályás, de hátvédként is bevethető volt.

## Pályafutása

### A válogatottban
2014. november 18-án mutatkozott be az iráni válogatottban a Dél-Korea elleni barátságos mérkőzésen. Bekerült Irán 2015-ös Ázsia-kupa keretébe, ahol négy mérkőzésen lépett pályára.

## Statisztika

### A válogatottban
Frissítve 2019. június 6-án.
| Irán     | Irán | Irán  |
| Év       | Mérk | Gólok |
| -------- | ---- | ----- |
| 2014     | 1    | 0     |
| 2015     | 12   | 0     |
| 2016     | 0    | 0     |
| 2017     | 5    | 0     |
| 2018     | 7    | 0     |
| 2019     | 3    | 0     |
| Összesen | 28   | 0     |

## Sikerei, díjai
Szepáhán
- Perzsa-öbölbeli profi liga: 2014–15

Esteghlal
- Perzsa-öbölbeli profi liga: 2021–22
- Iráni kupa: 2017–18